# ニチヤク
ニチヤク株式会社は、かつて大阪府大阪市北区同心2-1-13に本社を置いていた、主に医薬品・医療機器の卸売りを扱う企業であった。 現在は、メディセオ・パルタックホールディングスグループの一社「クラヤ三星堂」である。

## 概要
- 代表取締役社長　吉田正雄
- 資本金　1億800万円

## 大株主
- 千寿製薬25％
- 吉田正雄12.2％
- 小原秀雄4.6％
- 古川博夫3.9％
- 美馬多三郎2.8％
- 古川アサエ1.8％

## 沿革
- 昭和47年4月 - 「光薬品」・「美馬薬品」・「イヤク」・「旭薬品」が合併し「ニチヤク株式会社」に社名変更
- 平成元年4月 - 「ニチヤク株式会社」と「株式会社カイホウ」と合併、「株式会社ホウヤク」に商号変更

## 主な取引メーカー
- 武田薬品54.5％
- 第一製薬5.7％
- 大日本製薬5.5％
- 山之内製薬3.7％
- 興和2.8％
- 日本新薬2.4％
- 重松本店2.0％
- 日本商事2.0％
- 三星堂2.0％

## 営業所
- 大阪市・堺市・箕面市